# 폴란드 국립문화유산위원회

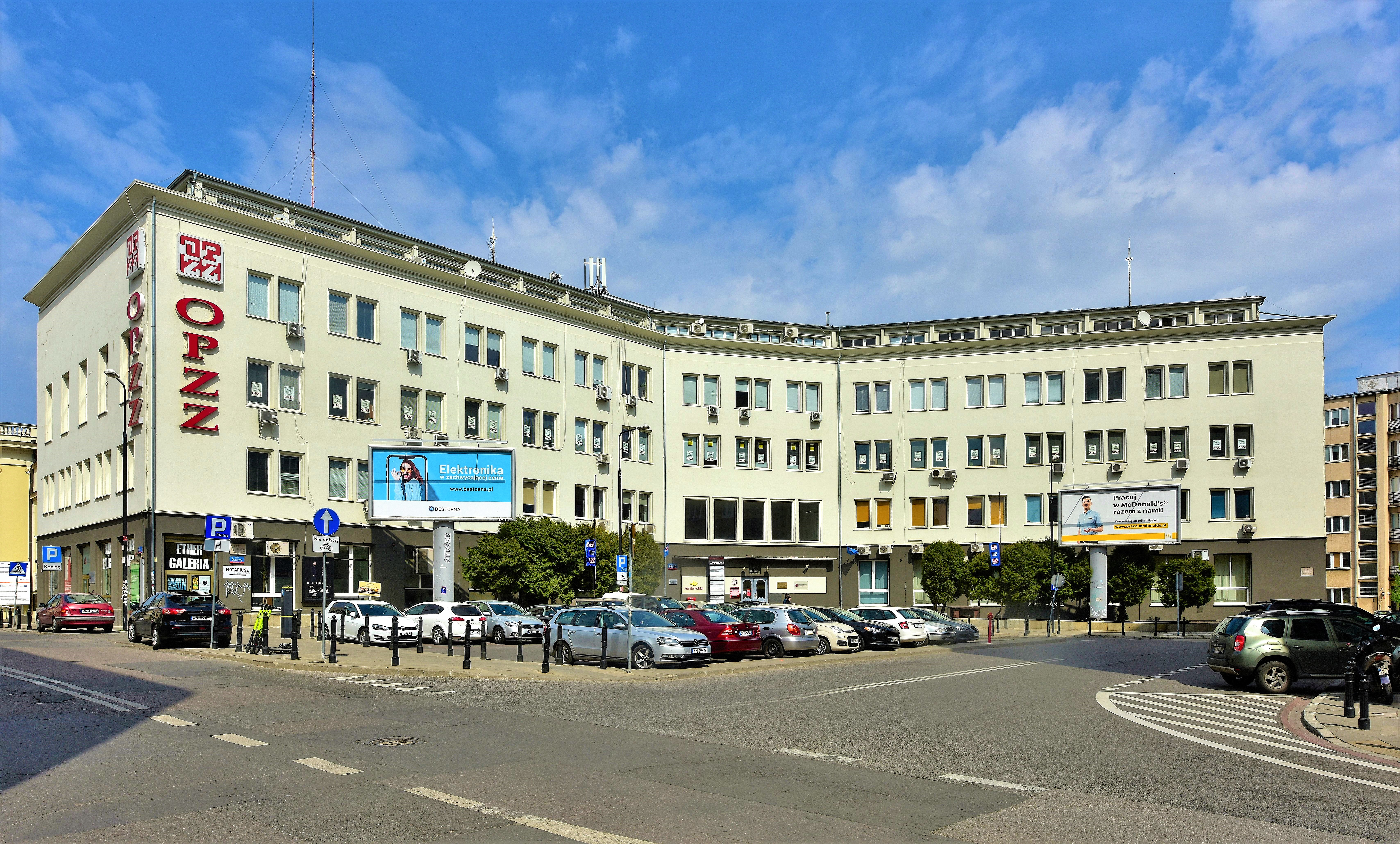
바르샤바에 있는 국립문화유산위원회 청사.

폴란드 국립문화유산위원회(폴란드어: Narodowy Instytut Dziedzictwa)은 폴란드 국내의 여러 문화유산을 관리, 감독하는 정부 기관이다. 중앙 청사는 바르샤바 울리차 즈볼레제로브 가 9번지에 위치해 있다.

## 문화유산 목록
이 기관은 2010년 12월 23일 통과된 폴란드 문화 및 문화유산부의 32호 조례에 따라 국립 문화유산 목록의 관리를 맡고 있다. 이 문화유산의 종류로는 문화 지구, 문화 유적, 고고학 기념물 3가지로 분류하고 있다. 또한, 2003년 7월 23일 통과된 기념물의 후견권과 기념물의 보호에 대한 법 16조에 따라 보호받는 국립공원 목록도 관리하고 있다.

## 기타 활동
이 위원회는 폴란드 내에서 유럽 문화유산의 날의 행사를 개최하고 있으며, 문화유산 보존 연구도 같이 수행하고 있다.

## 같이 보기
- 폴란드의 문화